# كوه حيدر (تشكدان)
كوه حيدر (بالفارسية: کوه حیدر) هي قرية تقع في إيران في هرمزغان. يقدر عدد سكانها بـ 777 نسمة بحسب إحصاء 2016.